# Côngtenơ hóa

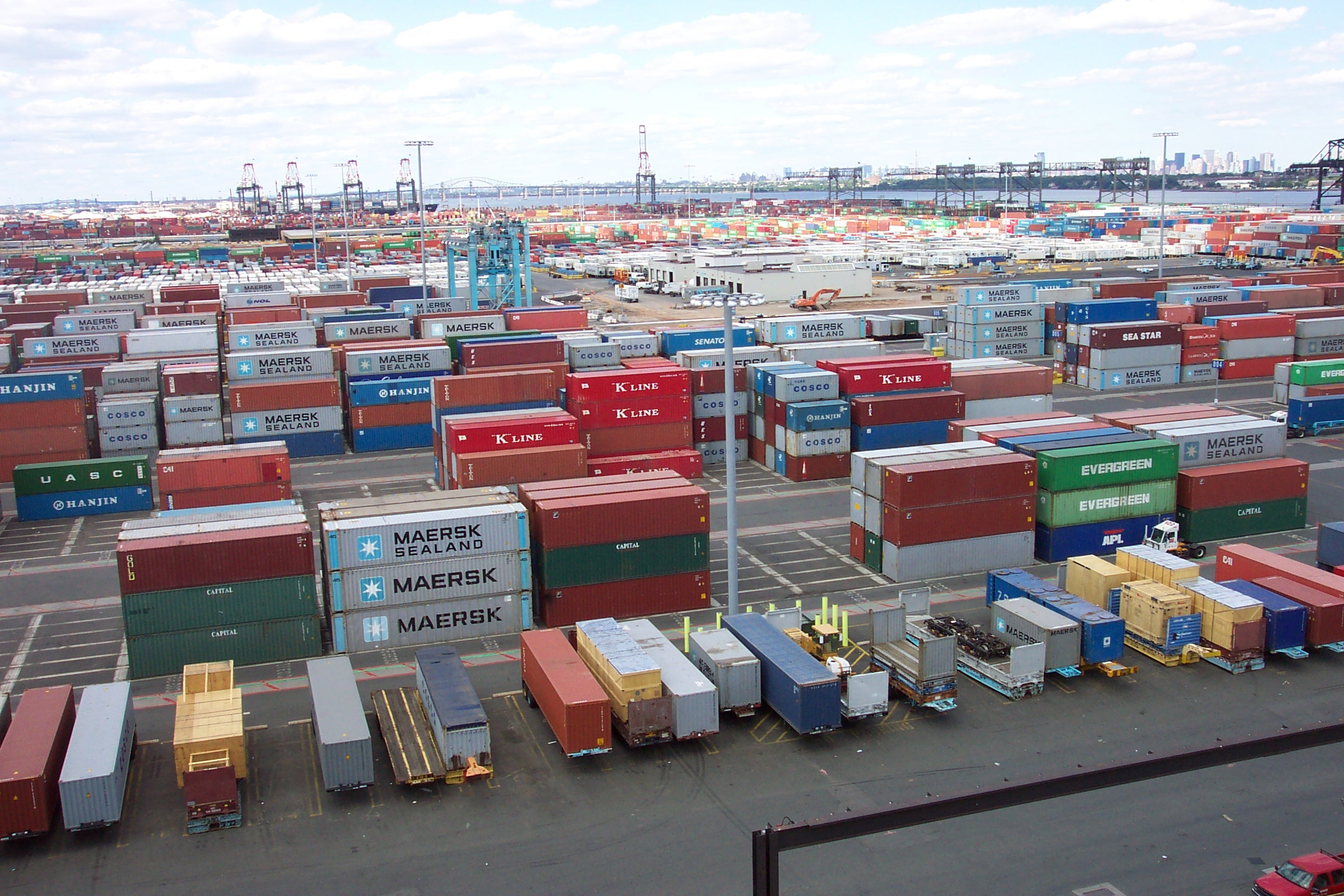
Hàng nghìn côntenơ tại bãi của cảng Elizabeth, New Jersey

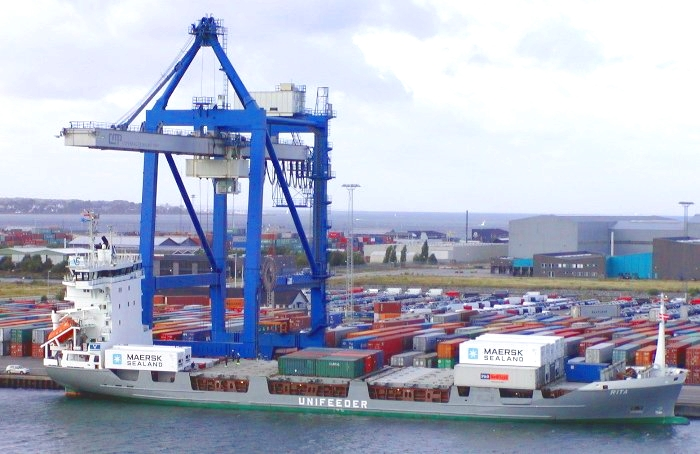
Tàu côngtenơ đang xếp hàng ở cầu cảng Copenhagen

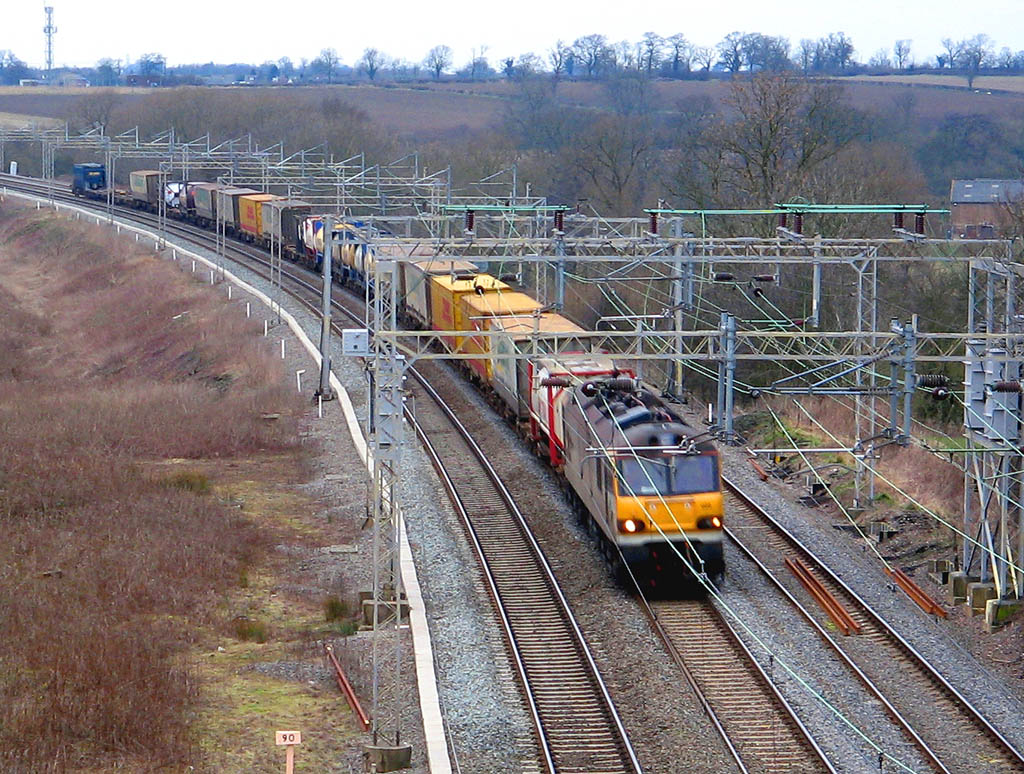
Xe lửa chở côngtenơ ở Anh

Côngtenơ hóa là hệ thống vận chuyển hàng hóa đa phương thức sử dụng các côngtenơ (tiếng Anh: container) theo tiêu chuẩn ISO để có thể sắp xếp trên các tàu côngtenơ, toa xe lửa hay xe tải chuyên dụng. Có ba loại độ dài tiêu chuẩn của côngtenơ là 20 ft (6,1 m), 40 ft (12,2 m) và 45 ft (13,7 m). Sức chứa côngtenơ (của tàu, cảng v.v.) được đo theo TEU (viết tắt của twenty-foot equivalent units trong tiếng Anh, tức "đơn vị tương đương 20 foot"). TEU là đơn vị đo của hàng hóa được côngtenơ hóa tương đương với một côngtenơ tiêu chuẩn 20 ft (dài) × 8 ft (rộng) × 8,5 ft (cao) (khoảng 39 m³ thể tích). Phần lớn các côngtenơ ngày nay là các biến thể của loại 40 ft và do đó là 2 TEU. Các côngtenơ 45 ft cũng được tính là 2 TEU. Hai TEU được quy cho như là 1 FEU, hay forty-foot equivalent unit. Các thuật ngữ này của đo lường được sử dụng như nhau. Các côngtenơ cao ("High cube") có chiều cao 9,5 ft (2,9 m), trong khi các côngtenơ bán cao, được sử dụng để chuyên chở hàng nặng, có chiều cao là 4,25 ft (1,3 m).
Côngtenơ hóa là một yếu tố quan trọng của cuộc cách mạng trong logistics, đã góp phần làm thay đổi diện mạo của ngành vận tải trong thế kỷ 20. Malcolm McLean được cho là người đầu tiên phát minh ra côngtenơ trong những năm 1930 ở New Jersey, nhưng ông chỉ thành lập tập đoàn Sea-Land trong những năm 1950.
McLean giải thích rằng trong khi ngồi ở cầu cảng chờ hàng hóa ông đã chở đến để xếp lên tàu, ông nhận ra rằng thay vì xếp hay dỡ toa chở hàng thì các toa chở hàng này tự chúng (với một vài thay đổi nhỏ) sẽ là côngtenơ được vận chuyển.
Ngày nay, khoảng 90% hàng hóa được đóng trong các côngtenơ và được xếp lên các tàu chuyên chở thành từng cụm. Hơn 200 triệu côngtenơ được chuyên chở hàng năm.
Việc sử dụng rộng rãi của các côngtenơ tiêu chuẩn ISO đã ảnh hưởng tới việc thay đổi trong các tiêu chuẩn vận tải, chủ yếu là việc thay đổi các phần tháo lắp được của xe tải hay các phần trao đổi thành các phần có cùng kích thước và hình dạng (mặc dù không cần thay đổi công suất), và nó đã thay đổi toàn bộ việc sử dụng rộng rãi khắp thế giới của các thùng pallet vận tải cho phù hợp với côngtenơ ISO hay các xe tải thương mại.

## Nguồn gốc

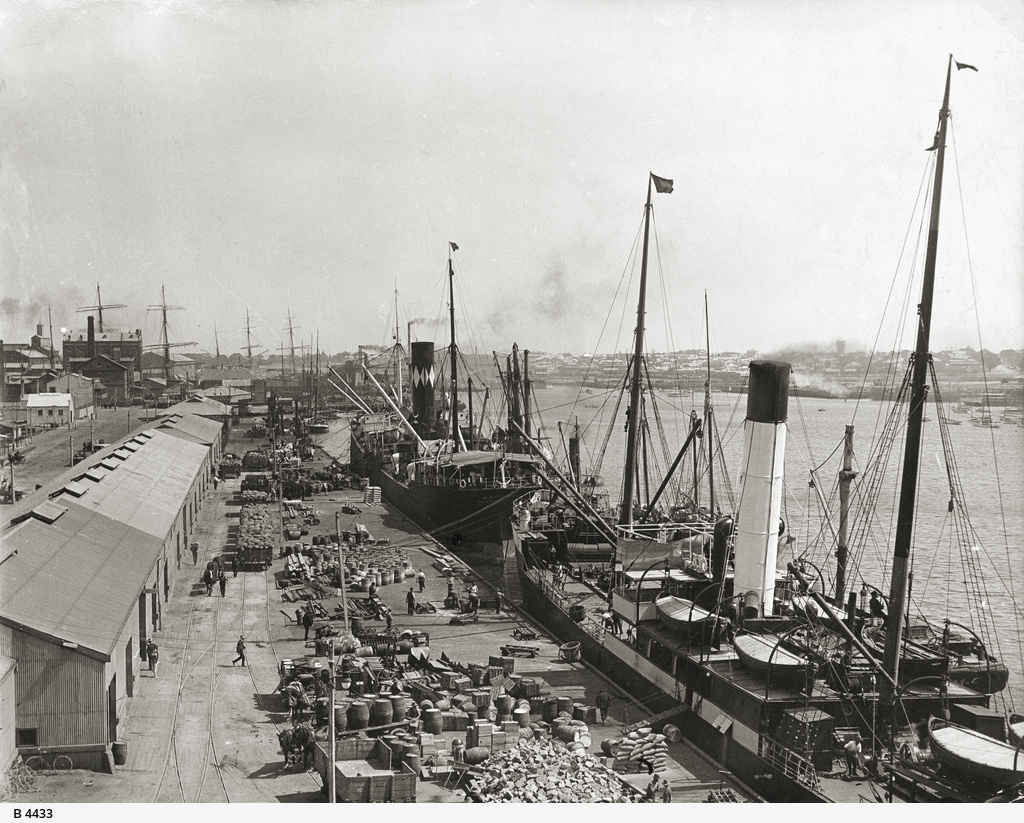
Bốc xếp hàng rời các loại lên tàu thủ công

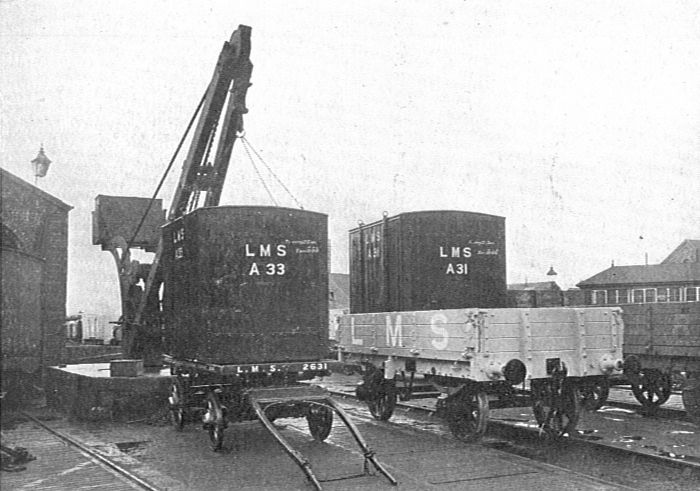
Chuyển container chở hàng trên tuyến đường sắt London, Midland và Scotland 1928

#### Thế chiến II

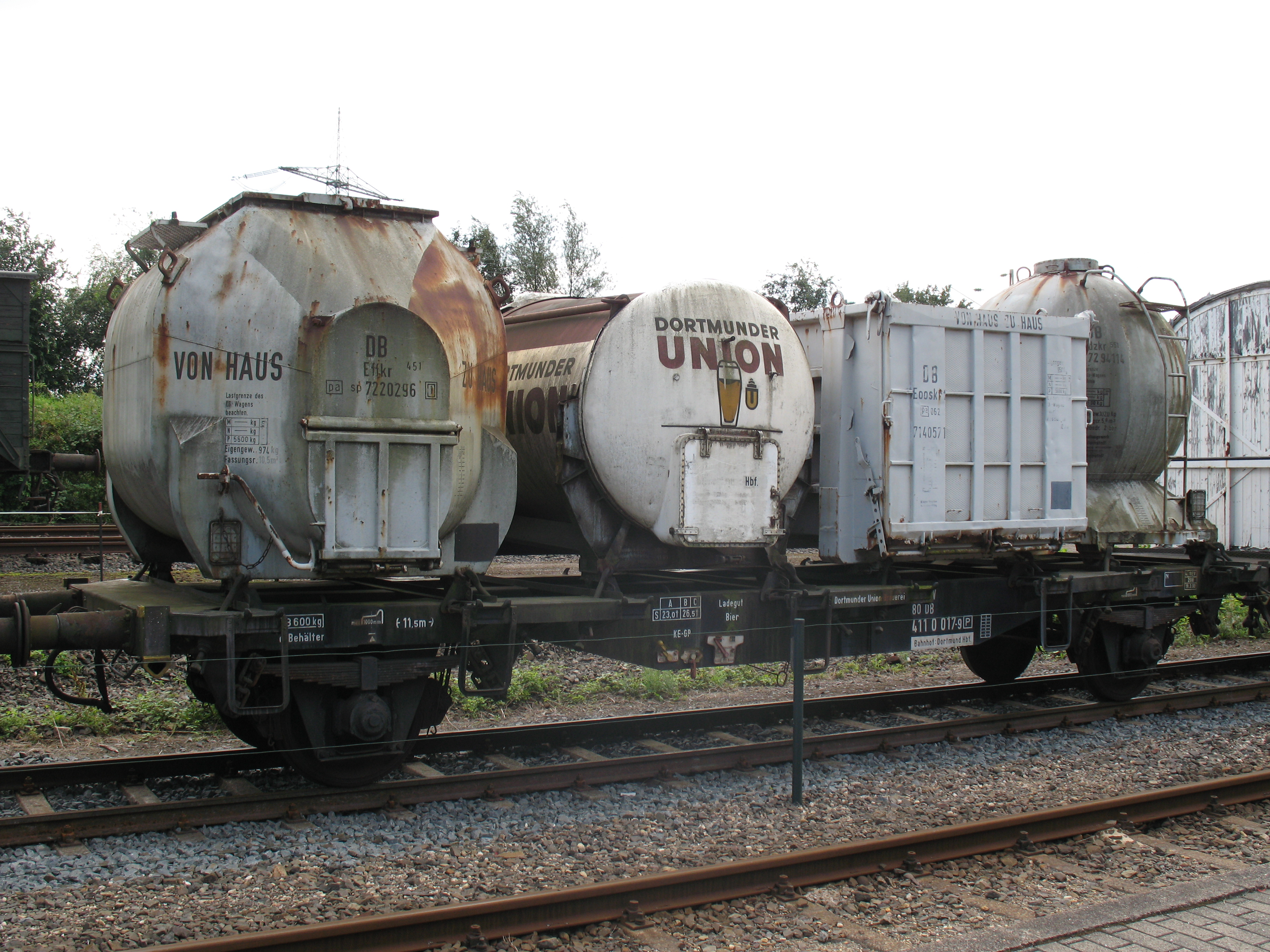
Toa hàng trong bảo tàng đường sắt Bochum-Dahlhausen, hiển thị bốn khay chứa UIC-590 pa khác nhau

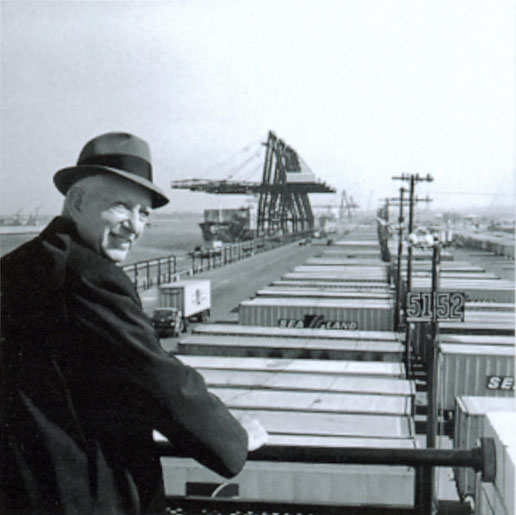
Malcom McLean ở cầu thang, cảng Newark, 1957

### Tàu chuyên dụng

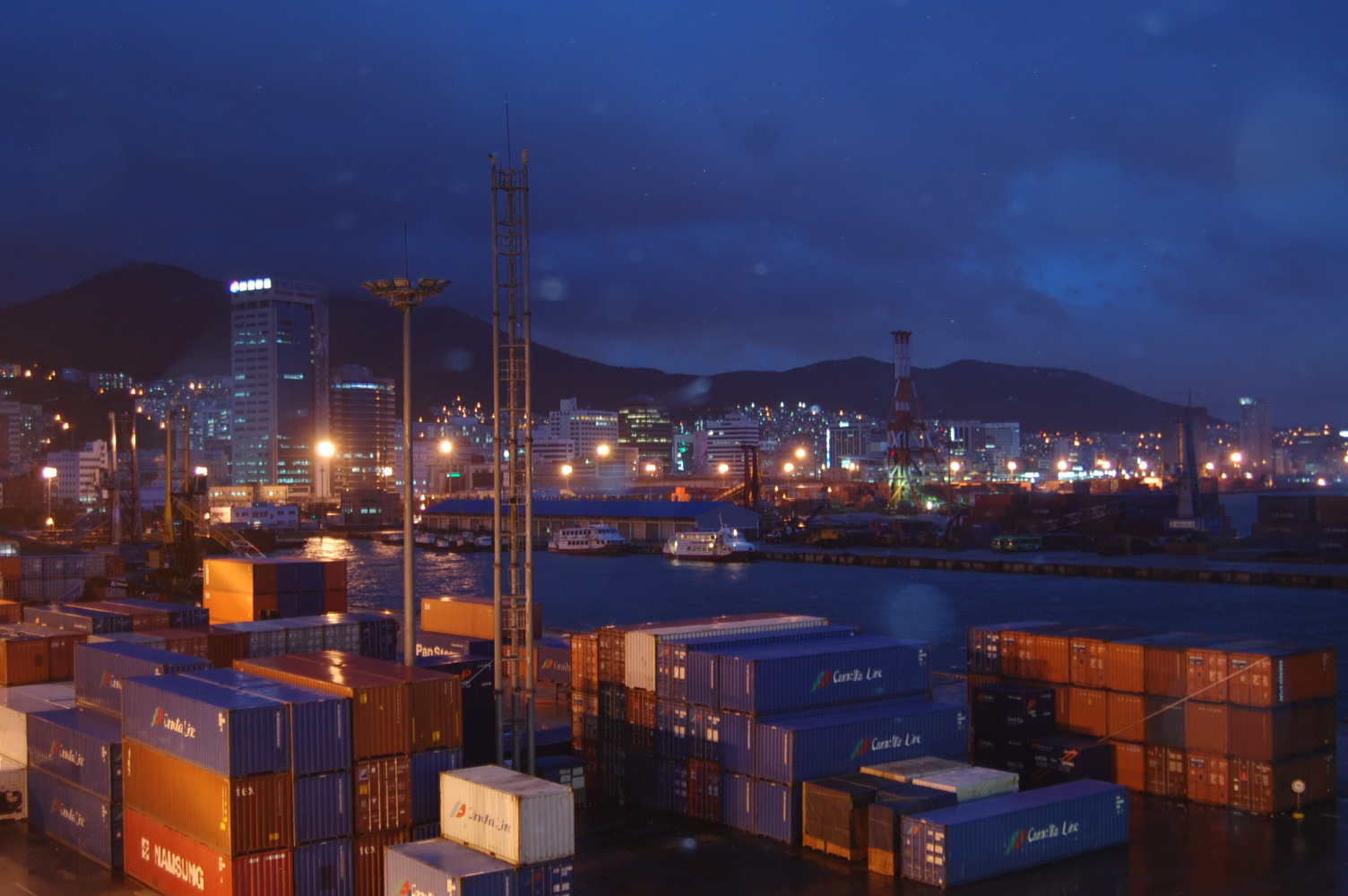
Container đợi ở cảng Hàn Quốc Nam Kinh (Busan).

### Hướng tới tiêu chuẩn

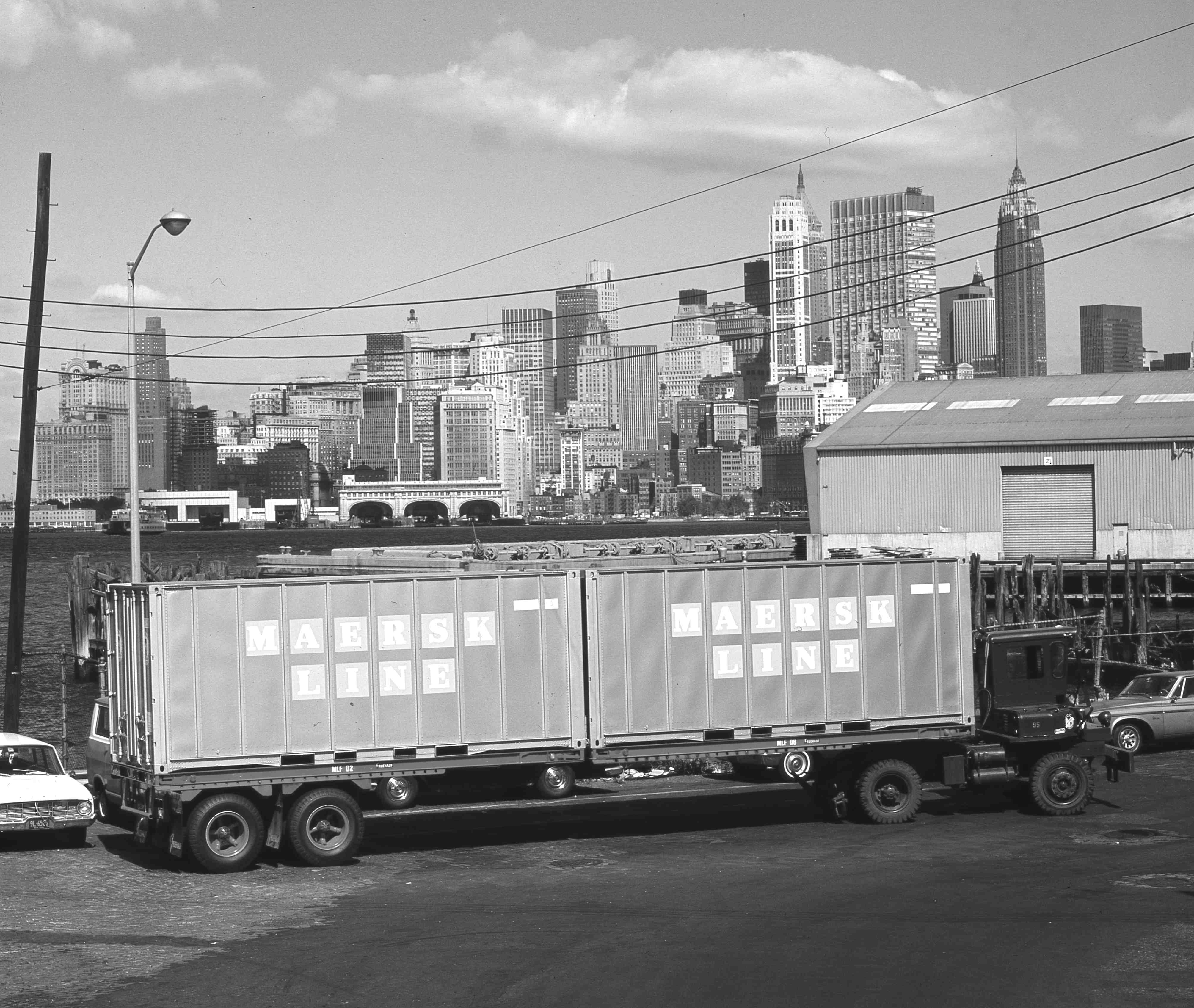
Container của Maersk Line năm 1975.

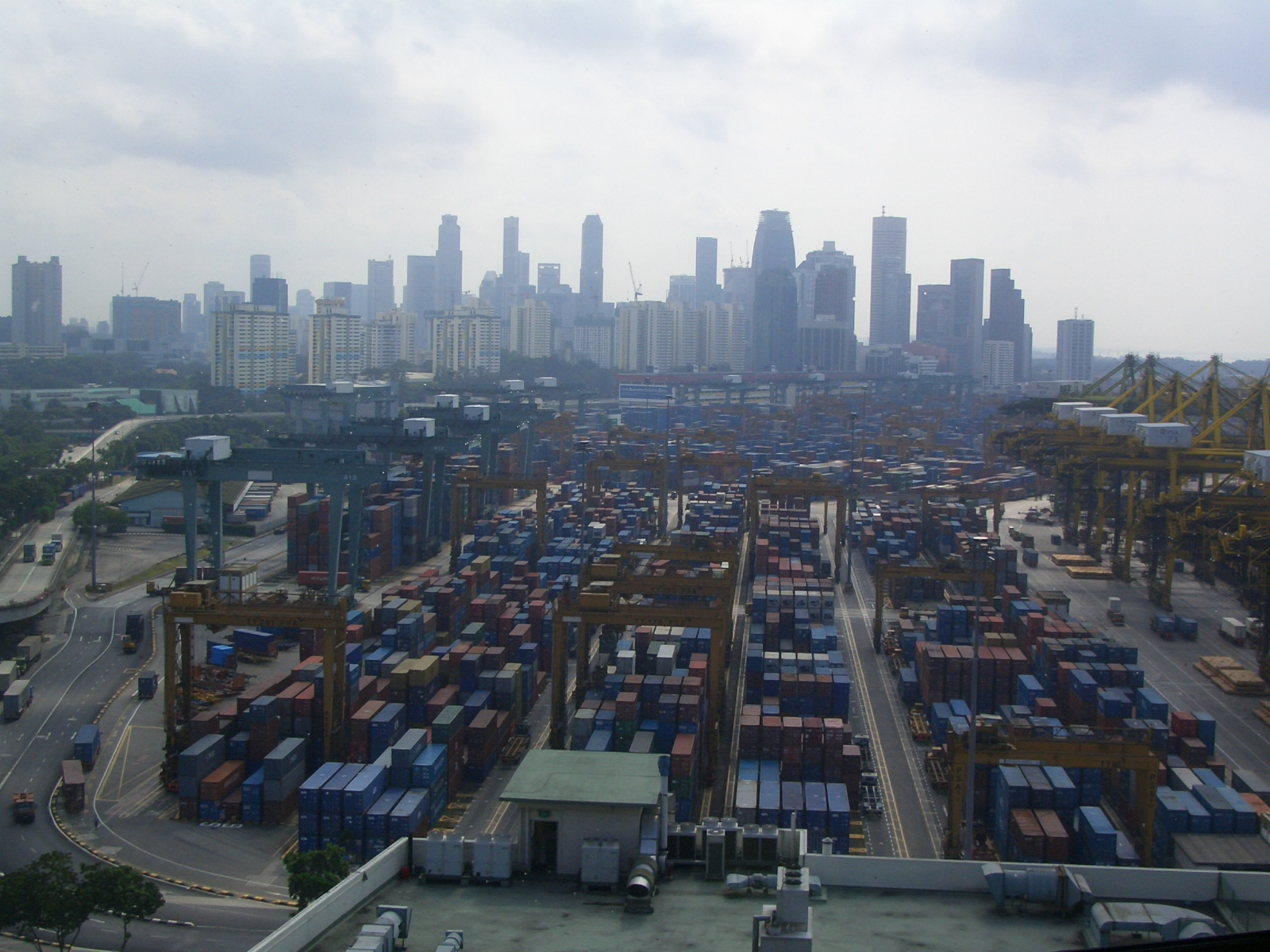
Khu vực Terminal Container Keppel ở Singapore

### Tác động

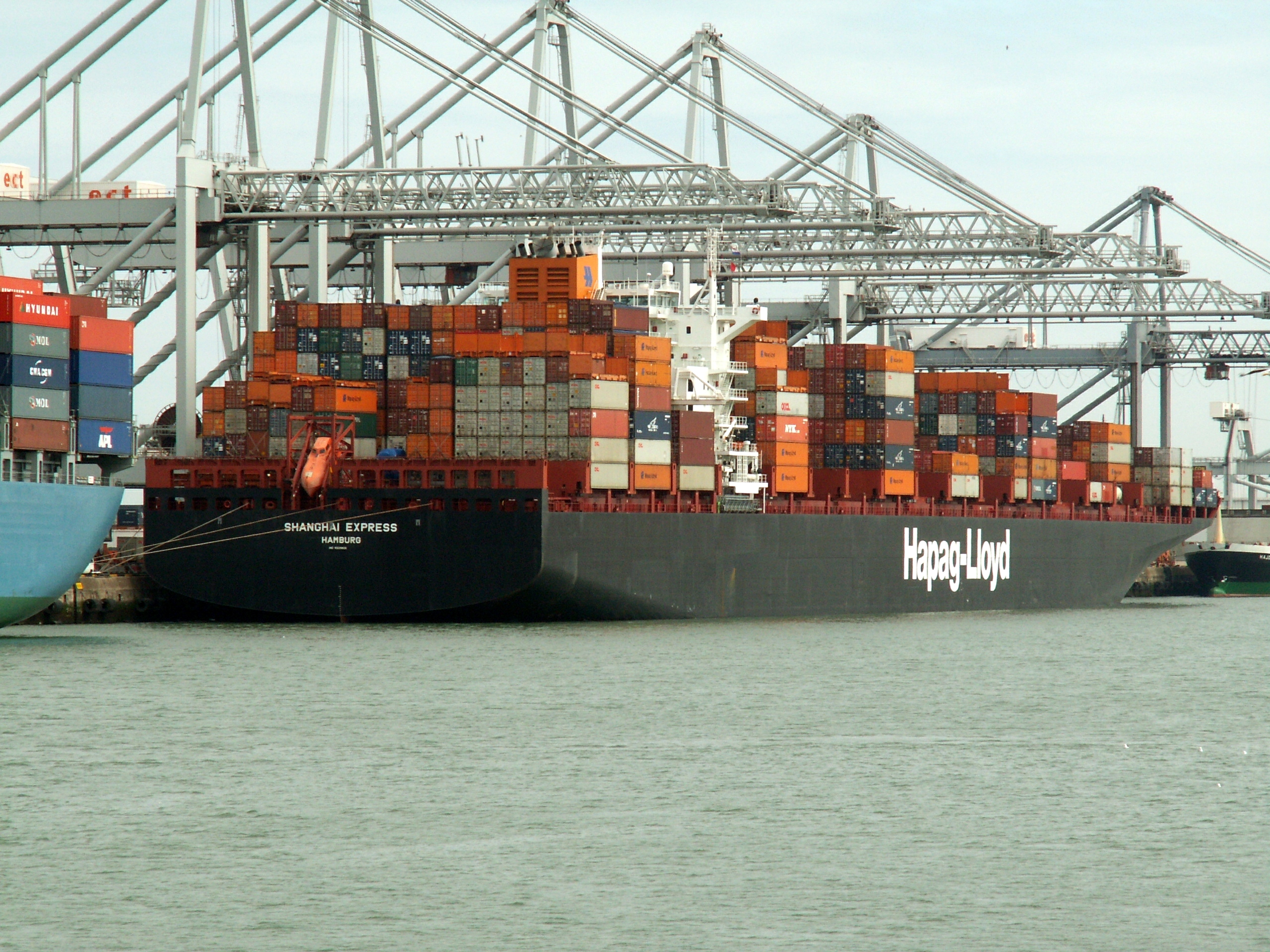
Shanghai Express, Cảng Rotterdam